# 홍순 (고려)
홍순(洪淳, ? ~ 1376년)은 고려 말의 관인이다.

## 생애
공민왕 7년(1358년) 판태상시사로 원에 파견되었다.
당시 원에 체류하고 있던 고려인 최유(崔儒)가, 자신과 마찬가지로 공민왕에 대해 기철이 제거된 데에 대한 원한이 있던 기황후(奇皇后)를 부추겨, 원 순제가 공민왕을 고려왕에서 폐위하고 대신 원에 체류하고 있던 고려의 왕족 덕흥군(德興君)을 새로운 고려왕으로 추대하려 하였다. 홍건적의 난이 평정된 뒤인 공민왕 12년(1363년) 홍순과 동지밀직사사 이수림이 함께 사신으로 원으로 가서 공민왕이 홍건적의 난을 격퇴하였고 덕흥군은 사실 충선왕의 천첩이 백문거에게 재가하여 낳은 아들로 고려 왕족도 아니며, 그가 원에 머무르면서 자신이 공민왕을 제치고 고려왕이 되고자 공민왕을 참소하고 있다며 그를 잡아 고려로 보내 줄 것을 원의 어사대와 중서성, 첨사원 모두에 요청하였으나, 원에서는 고려의 요청을 들어 주지 않았다. 이 해 4월 20일에 왜구 선단 213척이 교동에 정박하고 수안현이 왜구의 습격을 당했으며, 개경에는 계엄령이 내려지고 앞서 흥왕사의 변을 일으켜 공민왕을 시해하려다 실패하고 체포되어 계림부로 유배되었던 김용이 처형되었다.
공민왕 12년(1363년) 3월 이공수와 함께 다시 원에 사신으로 파견되어 다시 한 번 고려측의 입장을 원에 밝혔으나, 기황후 및 원 조정은 고려의 주장을 듣지 않고 덕흥군을 새로운 고려왕으로 삼아 그를 호종하여 함께 귀국하라고 명령하였다. 이에 원 황제의 명령을 병을 핑계로 거절하며 원에 머무르기로 한 이공수를 따라 원에 남았다. 공민왕 13년(1364년) 정월에 덕흥군과 최유 등은 압록강을 건너 고려로 진입하였으나, 최영, 이성계, 경복흥 등이 이끄는 고려군에 패하고 압록강 밖으로 쫓겨났고, 원에 머무르고 있던 이공수와 홍순, 허강 등은 판서 이자송(李子松), 판사 김유(金庾) ㆍ 황대두(黃大豆), 부령 장자온(張子溫), 북부령(北部令) 임박(林樸) 등과 함께 "덕흥군은 영평에 있고 최유는 원으로 돌아와서 다시금 고려로 갈 계획을 짜고 있다"며 고려에 방비를 게을리 해서는 안 된다는 내용의 서신을 써서 대나무 지팡이에 숨기고 하인에게 주어 샛길로 고려 조정에 알렸다. 9월 홍순은 이자송, 김유, 황대두와 함께 원에서 돌아왔고, 최유는 원 조정에 의해 죄인이 타는 수레에 실려 고려로 압송, 순군옥에 갇혔다가 11월에 처형되었다. 홍순은 이자송 등과 함께 쌀과 콩 30섬 씩을 하사받았으며 지도첨의(知都僉議) 겸 감찰대부(監察大夫)가 되었다.
공민왕 14년(1365년) 1월에 서북면순문사, 3월에는 지도첨의가 되었다.
우왕 2년(1376년) 2월에 첨의평리로 사망하였다.

## 관직 연혁
- 공민왕 7년(1358) 12월 이전 - 판태상시사
- 공민왕 12년(1363년) 4월 이전 - 밀직상의
- 공민왕 13년(1364년) 10월 7일 - 지도첨의 겸 감찰대부
- 공민왕 14년(1365년) 1월 17일 - 서북면순문사
  - 공민왕 14년(1365년) 1월 이전 - 지첨의
- 공민왕 14년(1365년) 3월 22일 - 지도첨의
- 우왕 2년(1376년) 2월 - 첨의평리

## 같이 보기
- 안우경
- 최유의 난
- 이공수 (14세기)